# Martin Zawieja
Martin Zawieja (Dortmund, 31 gennaio 1963) è un ex sollevatore tedesco occidentale che ha gareggiato nella categoria dei pesi supermassimi (oltre 110 kg).

## Carriera
Zawieja vinse la medaglia di bronzo alle Olimpiadi di Seul 1988 con 415 kg nel totale, terminando dietro al sovietico Aleksandr Kurlovič (462,5 kg.) e al connazionale Manfred Nerlinger (430 kg).
Partecipò anche alle Olimpiadi di Barcellona 1992, terminando al 9º posto finale con 380 kg nel totale.
Ai campionati mondiali di sollevamento pesi ottenne come migliori risultati due quarti posti nel 1985 e nel 1991.
Si ritirò dalle competizioni nel 1992 e diventò allenatore di sollevamento pesi, ricoprendo anche degli incarichi all'interno della Federazione tedesca di questa disciplina.